# Pultivți, Jmerînka
Pultivți (în ucraineană Пултівці) este localitatea de reședință a comunei Pultivți din raionul Jmerînka, regiunea Vinnița, Ucraina.

## Demografie
Componența lingvistică a localității Pultivți
     Ucraineană (96,63%)
     Rusă (3,25%)
     Alte limbi (0,12%)
Conform recensământului din 2001, majoritatea populației localității Pultivți era vorbitoare de ucraineană (96,63%), existând în minoritate și vorbitori de rusă (3,25%).